# Comparettia neudeckeri
Comparettia neudeckeri är en orkidéart som först beskrevs av Willibald Königer, och fick sitt nu gällande namn av Mark W. Chase och Norris Hagan Williams. Comparettia neudeckeri ingår i släktet Comparettia, och familjen orkidéer.
Artens utbredningsområde är Bolivia. Inga underarter finns listade i Catalogue of Life.